# Gerti Bogdani
Gerti Jusuf Bogdani (ur. 7 lipca 1980 w Tiranie, zm. 18 września 2024 tamże) – albański polityk, deputowany do Zgromadzenia Albanii z ramienia Partii Demokratycznej.

## Życiorys
Ukończył z wyróżnieniem studia politechniczne na nowojorskim Uniwersytecie Tandon, po powrocie do Albanii pracował jako wykładowca na Uniwersytecie Nowojorskim w Tiranie.
W latach 2009–2017 był deputowanym do Zgromadzenia Albanii z ramienia Demokratycznej Partii Albanii, jednocześnie w latach 2009-2015 przewodził partyjnej młodzieżówce. W latach 2014–2016 był przewodniczącym Międzynarodowej Unii Młodych Demokratów.
Zmarł nagle wskutek zawału serca.